# 园宏胡同
39°54′08″N 116°21′51″E / 39.9023321°N 116.3641499°E
园宏胡同，是位于中国北京市西城区中部的一条胡同。

## 简介
园宏胡同为东西走向，东到天仙胡同，西到闹市口南街（今为闹市口大街）。全长113米，平均宽4米。清朝称“圆宏寺”、“元宏寺”、“圆红寺”，因为有古刹圆宏寺而得名。1965年北京市整顿地名，将猪尾胡同部分并入，定名为“园宏胡同”。圆宏寺久已废弃，始建年代无考。《析津志》记载：“延洪寺在崇智门内”（见《析津志辑佚》）。崇智门在过去东太平街、西太平街与闹市口南街相交处附近，所以圆宏寺当是延洪寺之误。如今园宏胡同5号院是清朝重建圆宏寺旧址，已成为民居。